# Parafia Macierzyństwa Najświętszej Maryi Panny w Miłobądzu
Parafia Macierzyństwa NMP w Miłobądzu – parafia rzymskokatolicka w dekanacie Tczew w diecezji pelplińskiej. 
Liczba wiernych: 2119.
Do parafii należą wierni z miejscowości: Dąbrówka Tczewska, Malenin, Mały Miłobądz, Mieścin i Zajączkowo.

## Proboszczowie
- ks. Paweł Czaplewski (1931–1951)
- ks. Eryk Deskowski (1951–1956)
- ks. Konrad Baumgart (1957–1958)
- ks. Franciszek Goinda (1958–1973)
- ks. Tadeusz Falkowski (1973–2002)
- ks. Aleksander Cesling (od 2002)